# Сен-Жан-де-Морьен
Сен-Жан-де-Морье́н (фр. Saint-Jean-de-Maurienne [sɛ̃ ʒɑ̃ d(ə) mɔ.ˈʁjɛn], франкопров. Sent-Jian-de-Môrièna) — городская коммуна во Франции.

## География и история
Коммуна Сен-Жан-де-Морьен находится на юго-востоке Франции, в департаменте Савойя региона Рона — Альпы. Лежит в месте слияния реки Арк, образующей долину Морьен, и реки Арван, вытекающей из долины Арве. Сен-Жан-де-Морьен является центром одноимённого кантона, в который входят 30 коммун.
Морьен становится известным в христианской и во французской истории с VI столетия, когда сюда Святая Фёкла привезла из Египта священные реликвии, связанные с Иоанном Крестителем. С тех пор это место носит название Сен-Жан-де-Морьен. В связи с этими событиями Морьен, по указанию Гунтрамна, внука франкского короля Хлодвига I, становится центром епископства. В 753 году близ Сен-Жан-де-Морьена в сражении погиб Грифон, сын Карла Мартелла.

## Экономика
В городке расположен крупный алюминиевый завод. Кроме этого, другими важными источниками доходов для местного населения являются обслуживание туристов, а также любителей горных и зимних видов спорта.

## Города-партнёры
- Бад-Вильдунген, Германия[1]
- Джавено, Италия[1]
- Тесалит, Мали
- Дзоло, Того